# الضولع (الشاهل)

تعديل مصدري - تعديل

الضولع هي إحدى قرى عزلة جانب الشام بمديرية الشاهل التابعة لمحافظة حجة، بلغ تعداد سكانها 135 نسمة حسب تعداد اليمن لعام 2004.